# 最长一枪
《最长一枪》（英語：The Longest Shot）是2019年9月6日在中国大陆上映的动作片，导演是徐顺利，主演是王志文、余男、李立群。

## 演出
- 王志文 出演 老赵
- 余男 出演 雪儿
- 李立群 出演 老杜
- 许亚军 出演 波波
- 夏克立 出演 皮特
- 高捷 出演 王老
- 余皑磊 出演 唐
- 赵炳锐 出演 阿挂
- 白澍 出演 阿宝
- 周野芒 出演 老周
- 姜啸博 出演 评弹人
- 法比安·卢查瑞尼
- 康斯坦丁·科玖霍夫

## 上映
2017年5月18日，片方去法国参加了戛纳电影节。
2019年9月6日，《最长一枪》在中国大陆上映。
豆瓣评分6.1分。

## 外部连接
- 豆瓣电影上《最长一枪》的資料 （简体中文）
- 时光网上《最长一枪》的資料（简体中文）
- 互联网电影数据库（IMDb）上《最长一枪》的资料（英文）